# Distrito de Suzak
El distrito de Suzak (en kirguís: Сузак району) es uno de los rayones (distrito) de la provincia de Jalal-Abad en Kirguistán. Tiene como capital la ciudad de Suzak.
- Datos: Q2556747